# End Day
End Day oder auch End Day – Der letzte Tag ist ein britischer Dokumentarfilm der BBC von 2005. In diesem Film werden fünf Szenarien verschiedener Katastrophen durchgespielt.

## Handlung
Jeder Tag beginnt gleich. Jeden Morgen um 7:00 Uhr steht Dr. Robert Howell, ein Wissenschaftler, auf, um von London nach New York zu fliegen, da er dort einen umstrittenen Teilchenbeschleuniger in Betrieb nehmen soll. Doch viermal kommt er dort nicht an. Zunächst fährt er mit dem Taxi zum Londoner Flughafen. Als er am Flughafen ankommt, ist der eigentlich geplante Flug schon weg. Deshalb muss er die 11:10 Maschine nehmen. Der Tag, der immer gleich beginnt, hat fünf verschiedene Enden. Alle Enden sind schrecklich, denn entweder ereignet sich eine Katastrophe von gigantischen Ausmaßen oder sogar das Ende der Welt steht kurz bevor.
Das erste Szenario handelt von einem Vulkanausbruch auf der Insel La Palma. Bei diesem Ausbruch rutscht ein großer Teil der Insel ins Meer. Eine Flutwelle rast direkt auf die Ostküste der USA, also auf New York zu. Howell wartet in der Halle auf sein Flugzeug. Dann erreicht die Welle New York. Howell versucht, jemanden in New York zu erreichen, um sein verspätetes Eintreffen anzukündigen. Dann kommt die Durchsage, dass alle Flüge nach New York gestrichen wurden.
Das zweite Szenario beginnt mit seltsamen Explosionen am frühen Morgen im Nahen Osten. Später wird klar, dass ein Meteor auf Berlin zurast. Die Stadt wird evakuiert; alle, die nicht evakuiert werden können, werden angewiesen, sich in U-Bahnschächten oder andere tief gelegene Orte zu begeben. Ein Versuch, den Meteor mit Atomraketen abzulenken scheitert, und dieser wird in Stücke gerissen, die weiter unaufhaltsam auf Berlin zurasen. Wenige Augenblicke später treten die ersten Bruchstücke des Meteors in die Atmosphäre ein, kurz darauf der größte Brocken, der einen Riesenkrater in Berlin hinterlässt.
Im dritten Szenario bricht ein tödliches Virus aus, das offenbar aus Asien kommt. Dann wird ein Aufruf gegeben, dass sich alle Fluggäste des Flugs UK 009 bei einem Arzt einfinden sollen. Als in der Londoner U-Bahn ein Passagier dieses Fluges tot zusammenbricht, nimmt das Szenario seinen Lauf. Immer mehr Leute werden von dem Virus befallen. Am Ende steht eine Epidemie, die weit über London hinausreicht. Howells Flugzeug wird unter Quarantäne gestellt.
Das vierte Szenario beginnt mit einem Erdbeben im Yellowstone-Nationalpark. Experten befürchten, dass ein Ausbruch des Supervulkans bevorsteht. Nach weiteren Erdbeben bricht der Vulkan schließlich aus und hüllt das mehrere hundert Kilometer entfernte Denver in Lava. Howells Flug wird nach Toronto umgeleitet und er fliegt dann zurück nach London.
Im fünften Szenario schafft es Howell zum ersten Mal, nach New York zu fliegen. Sein Versuch mit dem Teilchenbeschleuniger wird trotz anhaltender Proteste gestartet, jedoch eskaliert er. Eine Kettenreaktion entsteht. Diesmal ist das Ende der Welt sicher: Ein schwarzes Loch entsteht und saugt alles auf. Zum Schluss sieht man ein Flugzeug, welches sich in der Nähe des schwarzen Lochs befindet. Der Kapitän sagt, dass gleich einige schwere Turbulenzen zu erwarten seien und dass sich niemand Sorgen machen müsse. Am Ende kollidiert das Flugzeug mit einem anderen.

## Trivia
Der Film enthält mehrere wiederkehrende Elemente und Running Gags:
- Im Taxi fährt Howell mehrmals an einem Kino mit der Aufschrift „Groundhog Day“ vorbei, eine Hommage an Und täglich grüßt das Murmeltier, in dem sich derselbe Tag für die Hauptperson mehrfach wiederholt.
- Immer wieder wird das Taxi von demselben Auto aufgehalten. Im dritten Szenario wird das Fahrverhalten der betreffenden Fahrerin aufgeklärt, in den anderen Szenarien bleibt der Grund offen.
- Die verschiedenen Versionen haben neben der Katastrophe noch einige weitere geringfügige Änderungen.
- Der Abspann der einzelnen Teile läuft viermal auf einem Monitor oder Fernseher in Howells Wohnung ab, bevor der Wecker klingelt.